# Nanami Irie
Nanami Irie –en japonés: 入江ななみ, Irie Nanami– (8 de enero de 1995) es una deportista japonesa que compite en lucha libre. Ganó una medalla de plata en el Campeonato Mundial de Lucha de 2019 y una medalla de bronce en el Campeonato Asiático de Lucha de 2015.

## Palmarés internacional
| Campeonato Mundial  | Campeonato Mundial     | Campeonato Mundial | Campeonato Mundial |
| Año                 | Lugar                  | Medalla            | Categoría          |
| ------------------- | ---------------------- | ------------------ | ------------------ |
| 2019                | Nursultán (Kazajistán) | Medalla de plata   | 55 kg              |
| Campeonato Asiático |                        |                    |                    |
| Año                 | Lugar                  | Medalla            | Categoría          |
| 2015                | Doha (Catar)           | Medalla de bronce  | 53 kg              |